# Charaxes cithaeronoides
Charaxes cithaeronoides är en fjärilsart som beskrevs av Van Someren 1967. Charaxes cithaeronoides ingår i släktet Charaxes och familjen praktfjärilar. Inga underarter finns listade i Catalogue of Life.